# أسد أباد العليا (مهر أباد)
أسد أباد العليا (بالفارسية: اسدآباد بالا) هي قرية تقع في إيران في Mehrabad Rural District. يقدر عدد سكانها بـ 81 نسمة .